# Sphenocephalus fissicaudus
Sphenocephalus fissicaudus è un pesce osseo estinto, appartenente ai teleostei. Visse nel Cretaceo superiore (Campaniano, circa 80 - 75 milioni di anni fa) e i suoi resti fossili sono stati ritrovati in Europa (Inghilterra, Italia).

## Descrizione
Questo animale era lungo circa 8 - 20 centimetri, e possedeva un corpo relativamente compatto con una grande testa. In generale, l'aspetto richiamava quello dell'attuale Percopsis omiscomaycus dei Grandi Laghi nordamericani. Sphenocephalus era caratterizzato dallo spostamento anteriore delle pinne pelviche, che andavano a inserirsi al di sotto delle pinne pettorali. Questa condizione, tipica dei pesci ossei derivati, permette una maggiore manovrabilità. Rispetto a Percopsis, tuttavia, questo animale era meno specializzato per quanto riguarda le proporzioni craniche, e possedeva più spine mediali e più raggi nelle pinne pelviche.

## Classificazione
I primi fossili di questo animale vennero scoperti in Inghilterra e vennero descritti da Louis Agassiz nel 1839. Sphenocephalus presenta caratteristiche miste e piuttosto basali, che si riscontrano in due grandi gruppi di pesci teleostei, i paracantotterigi e gli acantotterigi. A volte è stato considerato un membro basale e molto antico dei primi, altre volte è stato considerato un membro dei Perciformes tra gli acantotterigi.